# Christian Horne
Christian Antonsen Horne (* 20. Oktober 1838 in Romedal (heute Stange); † 26. Oktober 1912 in Romedal) war ein norwegischer Lehrer für Landwirtschaft und Politiker der Venstre-Partei.
Seine Eltern waren das Landwirtsehepaar Anton Hansen Horne (1804–1860) und Helene Halvorsdotter aus Grimset in Løten (1810–1853). Er heiratete 1862 in erster Ehe Karen Marie Gløersen, die aber im gleichen Jahr starb. Sie war die Tochter des Propstes Christian August Gløersen und dessen Frau Marie Randers. In zweiter Ehe heiratete er Marit Paulsdotter Romundgard aus Blessom i Vågå (1851–1950).
Horne wuchs in seinem Geburtsort Romedal auf. Er war das dritte Kind von acht Geschwistern. Seine Ausbildung erhielt er auf der „Jønsberg landbruksskule“ (Jønsberg Landwirtschaftsschule). Ab 1867 war er Lehrer an der Volkshochschule auf dem Gut Romundgård in Sel, die er in diesem Jahr zusammen mit Christopher Bruun gegründet hatte. Dort lernte er auch seine spätere zweite Frau kennen. Seine Schwester Lina war dort ebenfalls Lehrerin von Anfang an. 1871 bis 1873 war er Lehrer in Jønsberg (heute ebenfalls Ortsteil von Stange). Dort besteht noch heute die Landwirtschaftsschule „Jønsberg vidergående skole“ (Jønsberg weiterführende Schule).
1875 kaufte das Ehepaar den Hof Nordigard Blessom in Vågå. Dort führte er neue Methoden der Landwirtschaft ein. So entwickelte er besonders kultivierte Weideflächen, besondere landwirtschaftliche Geräte, zum Beispiel von Pferden gezogene Heurechen, Heuwagen und neue Pflugtypen. Er besaß eine mit Wasserkraft betriebene Dreschmaschine, auch eine wasserkraftbetriebene Säge und Mühle. Auf dem Gut unterrichtete er auch an der Landwirtschaft interessierte Schüler.
1884 bis 1886 war er Gemeinderatsvorsteher von Vågå und hatte auch viele andere Nebentätigkeiten für die Venstre-Partei, der er angehörte. 1883 war er stellvertretender Delegierter im Storting.
1887 zog die Familie nach Romedal, wo sie den Bauernhof „Vestre Gollersrud“ zehn Jahre lang betrieb. Dann verkaufte sie den Hof und kaufte ein Haus in Vågå, wo Horne bis zu seinem Tode lebte.
Horne schrieb während seiner Zeit als Lehrer auch Volkstänze auf, die heute noch gespielt werden.
Das Ehepaar hatte fünf Kinder:
1. Åsmund (1873–1934), Oberst, Landwirt 1919–1934.
2. Thor (1876–1901)
3. Helga Marie (1880–1885)
4. Harald (1884–1957), Jurist und Landwirt 1934–1957
5. Helga Marie (* 1887) Lehrerin an der „Aars og Voss skole“, eine höhere Privatschule in Christiania.

Die hauptsächliche Bedeutung von Christian Horne liegt in seiner Zusammenarbeit mit Christopher Bruun bei der Einführung der Volkshochschule in Norwegen.

## Quelle
- Hans P. Hosar: Artikel „Christian Horne“ in: Lokalhistoriewiki.no, abgerufen am 17. April 2010.

| Personendaten    | Personendaten                     |
| ---------------- | --------------------------------- |
| NAME             | Horne, Christian                  |
| ALTERNATIVNAMEN  | Horne, Christian Antonsen         |
| KURZBESCHREIBUNG | norwegischer Lehrer und Politiker |
| GEBURTSDATUM     | 20. Oktober 1838                  |
| GEBURTSORT       | Romedal, Ortsteil von Stange      |
| STERBEDATUM      | 26. Oktober 1912                  |
| STERBEORT        | Romedal                           |